# Maurice Henrijean
Maurice Henrijean (Spa, 13 februari 1903 - aldaar, 24 oktober 1940) was een Belgische atleet, die gespecialiseerd was in het polsstokhoogspringen. Hij nam tweemaal deel aan de Olympische Spelen en werd vijfmaal Belgisch kampioen.

## Biografie
In 1922 verbeterde Henrijean het Belgisch record van Powell (René Joannes) tot 3,66 m. Tussen 1923 en 1933 veroverde hij vijf Belgische titels.
Henrijean nam deel aan de Olympische Spelen van 1924 in Parijs en van 1928 in Amsterdam. In Parijs haalde hij een zevende plaats. In Amsterdam viel hij met een tiende plaats in de kwalificaties net naast de finale.
In 1940 overleed hij aan een hartaanval.

### Clubs
Henrijean was aangesloten bij RCA Spa.

## Belgische kampioenschappen
| Onderdeel            | Jaar                         |
| -------------------- | ---------------------------- |
| polsstokhoogspringen | 1923, 1924, 1926, 1927, 1933 |

## Persoonlijk record
| Onderdeel            | Prestatie      | Datum            | Plaats |
| -------------------- | -------------- | ---------------- | ------ |
| polsstokhoogspringen | 3,66 m (ex-NR) | 19 augustus 1922 | Vorst  |

## Palmares

### polsstokhoogspringen
- 1923:  BK AC – 3,50 m
- 1924:  BK AC – 3,10 m
- 1924: 7e op OS in Parijs – 3,66 m
- 1925:  BK AC – 3,30 m
- 1926:  BK AC – 3,60 m
- 1927:  BK AC – 3,60 m
- 1928:  BK AC – 3,62 m
- 1928: 10e in kwal. OS in Amsterdam – 3,60 m
- 1930:  BK AC – 3,50 m
- 1933:  BK AC – 3,30 m
- 1937:  BK AC – 3,30 m

### 110 m horden
- 1923:  BK AC
- 1927:  BK AC